# مایکل اسپنس
اندرو مایکل اسپنس (زادهٔ ۷ نوامبر ۱۹۴۳، مونتکلیر، نیوجرسی) اقتصاددان اهل آمریکا است. وی در سال ۲۰۰۱ به‌همراه جورج اکرلوف و جوزف استیگلیتز برنده جایزه نوبل اقتصاد شد.